# Chiavari
Chiavari je menší italské město v regionu Ligurie, v provincii Genova. Leží v severozápadní části Itálie, v Janovském zálivu, na pobřeží Ligurského moře. Je součástí Italské riviéry, respektive její východní části Riviery di Levante. Chiavari je vzdálené 35 km jihovýchodně od Janova, hlavního centra Ligurie.
Po Janovu a společně s městem Rapallo, náleží k hlavním centrům východní části Italské riviéry.

## Město a památky
Město má zachovalé středověké centrum. Přímo proti budově nádraží se nachází náměstí s parkem Piazza N. S. dell'Orto s hlavní sakrální stavbou ve městě, katedrálou Nostra Signora dell'Orto. Severně od náměstí leží Piazza G. Mazzini, kde se konají pravidelně městské trhy.
- Katedrála Nostra Signora dell'Orto, barokní a klasicistní stavba z let 1613 - 33
- Kostel San Giovanni Battista, založen jako románský, v letech 1624 - 31 kompletně přestavěn, s malbami ligurských malířů
- Justiční palác (Palazzo di Giustizia), historizující stavba z roku 1886 ve stylu toskánské gotiky, vystavěn na místě původní citadely z roku 1404
- Palazzo Rocca z let 1629 - 35, sídlí zde archeologické muzeum a obrazová galerie (Galleria Civica)
- Pallazo dei Portici Neri z 15. století[3]